# Чекчино
Чекчино — деревня в Лотошинском районе Московской области России.
Относится к Ошейкинскому сельскому поселению, до реформы 2006 года относилась к Кировскому сельскому округу. По данным Всероссийской переписи 2010 года численность постоянного населения деревни составила 19 человек (6 мужчин, 13 женщин).

## География
Расположена примерно в 10 км к востоку от районного центра — посёлка городского типа Лотошино. Рядом протекает впадающая в Ламу река Озёрня. Ближайшие населённые пункты — деревни Бренево, Сологино, Узорово и Плаксино.

## Исторические сведения
До 1929 года входила в состав Ошейкинской волости 2-го стана Волоколамского уезда Московской губернии.
По сведениям 1859 года — деревня Шекчино (44 двора, 322 жителя — 152 мужчины и 170 женщин), по данным на 1890 год число душ мужского пола составляло 139.
В материалах Всесоюзной переписи населения 1926 года фигурируют Большое и Малое Чекчино:
- Большое Чекчино — 386 жителей (182 мужчины, 204 женщины), 71 крестьянское хозяйство, школа, сельсовет;
- Малое Чекчино — 259 жителей (113 мужчин, 146 женщин), 50 крестьянских хозяйств.

В деревне находится братская могила советских воинов, погибших в годы Великой Отечественной войны 1941—1945 гг.

## Население
| 1852 | 1859 | 1926 | 2002 | 2006 | 2010 |
| ---- | ---- | ---- | ---- | ---- | ---- |
| 205  | ↗322 | ↗645 | ↘20  | ↘11  | ↗19  |